# تسیزار
شهر تسیزار (به آلمانی: Ziesar) در ایالت برندنبورگ در کشور آلمان واقع شده‌است.